# John Cernicciaro
Jhon Jairo Cernicchiaro (Maturín, Venezuela, 16 de julio de 1989) es un futbolista venezolano que juega como defensor y su último equipo fue el Monagas SC de la Primera División de Venezuela.

## Clubes
| Club                   | País      | Año       |
| ---------------------- | --------- | --------- |
| Llaneros de Guarane EF | Venezuela | 2013      |
| Monagas SC             | Venezuela | 2013-2016 |

## Monagas Sport Club
Comienza a jugar en el Monagas SC a finales de 2013, proveniente de Llaneros de Guarane EF.

### Torneo Apertura 2016
Para el Torneo Apertura de 2016 continuó jugando con el Monagas SC hasta mediado de marzo del 2016.